# Los Cóms (Boumort)
Los Cóms és un indret del terme municipal de Conca de Dalt, a l'antic terme d'Hortoneda de la Conca, al Pallars Jussà, en territori que havia estat de l'antiga caseria de Segan.
Estan situats en els vessants occidentals de la Serra de Boumort, a la capçalera del barranc de la Malallau.